# المان حسینوف
المان سلیمان اوغلو حسینوف (به ترکی آذربایجانی: Elman Süleyman oğlu Hüseynov، زاده ۲۸ فوریه ۱۹۵۲، آزاد قراقویونلو، شهرستان ترتر ، آذربایجان شوروی - درگذشت ۱۴ ژانویه ۱۹۹۳، آزاد قراقویونلو، شهرستان ترتر، جمهوری آذربایجان) یک فرمانده اهل جمهوری آذربایجان و قهرمان ملی جمهوری آذربایجان بود.

## سنین جوانی و تحصیل
حسینف در ۲۸ فوریه ۱۹۵۲ در روستای آزاد قراقویونلو در شهرستان ترتر زاده شد. وی در مدرسه متوسطه روستای آزاد قراقویونلو در سال‌های ۱۹۵۸ تا ۱۹۶۸ تحصیل کرد. وی در سال ۱۹۶۸ در دانشکده هیدرملیوراسیون موسسه پلی‌تکنیک دولتی آذربایجان شوروی پذیرفته شد و در سال ۱۹۷۳ در رشته مهندسی فارغ‌التحصیل شد. وی در سالهای ۱۹۷۳ تا ۱۹۷۵ به عنوان ستوان در شهر آخالکالاکی گرجستان خدمت کرد.
وی در سال‌های ۱۹۸۰ تا ۱۹۸۲ در مدرسه حزب عالی باکو تحصیل کرد. وی به عنوان رئیس کمیته کنترل مردم شهرستان ترتر در سالهای ۱۹۸۲ تا ۱۹۸۵، معاون نخست رئیس کمیته اجرایی معاونین مردمی شهرستان تارتار در سالهای ۱۹۸۵ تا ۱۹۸۸، رئیس دفتر بهره‌برداری هیدروکسید رود ترتر در سالهای ۱۹۸۸ تا ۱۹۹۰ و سپس به‌عنوان مربی کار کرد. وی در کمیته حزب منطقه‌ای چندین بار به عضویت شوروی منطقه‌ای برگزیده شد.
وی از موسسه مدیریت اقتصاد ملی زیرنظر کابینه وزیران با مدرک ممتاز فارغ‌التحصیل شد.
وی متاهل و دارای سه فرزند بود.

## جنگ قره‌باغ
اگرچه وی در مناصب عالی دولتی کار می‌کرد، اما در مورد تأسیس داوطلبانه برای دفاع از ترتر در سال ۱۹۹۱ به وزارت دفاع جمهوری آذربایجان مراجعه کرد. وی در سپتامبر ۱۹۹۱ رئیس ستاد دفاع از ناحیه ترتر بود و در نوامبر ۱۹۹۱ فرمانده گردان دفاع از این ناحیه شد. وی در آزادسازی مارتاکرت و شهرک‌های اطراف از سربازان ارمنی حضوری فعال داشت. در نتیجه عملیات نبرد تحت رهبری شخصی وی، شماری از سربازان ارمنستان کشته و تجهیزات فنی آن‌ها آسیب دید.
او در نبردها دو بار مجروح شد. در ۱۴ ژانویه ۱۹۹۳ در نبردی در اطراف روستای وانک درگذشت.

## افتخارات
به حکم شماره ۲۶۲ ریاست جمهوری، به‌تاریخ ۱۵ ژانویه ۱۹۹۵، پس از مرگ عنوان افتخاری قهرمان ملی جمهوری آذربایجان را دریافت کرد.
وی در روستای آزاد قراقویونلو در شهرستان ترتر به خاک سپرده شد. یکی از خیابان‌های شهر ترتر و یک موزه به نام وی نام‌گذاری شد.